# Sanne (Vorname)
Sanne ist ein weiblicher Vorname.

## Herkunft und Bedeutung
Der Name eine niederländische und dänische Kurzvariante des Namens Susanne.

## Bekannte Namensträgerinnen
- Sanne Buskermolen (* 1982), niederländische Musicaldarstellerin und Sängerin
- Sanne Cant (* 1990), belgische Radsportlerin
- Sanne van Dijke (* 1995), niederländische Judoka
- Sanne Erkkola (* 1994), finnische Leichtathletin
- Sanne van Hek (1978–2020), niederländische Jazz- und Improvisationsmusikerin
- Sanne Hoekstra (* 1992), niederländische Handballspielerin
- Sanne Huijbregts (* 1992), niederländische Jazzmusikerin
- Sanne Keizer (* 1985), niederländische Beachvolleyball- und Volleyballspielerin
- Sanne van Kerkhof (* 1987), niederländische Shorttrackerin
- Sanne Koolen (* 1996), niederländische Hockeyspielerin
- Sanne Kurz (* 1974), deutsche Politikerin, Filmemacherin und Kamerafrau
- Sanne Ledermann (1928–1943), deutsch-jüdisches Mädchen, das im KZ Auschwitz ermordet wurde
- Sanne Nijhof (* 1987), niederländisches Fotomodell
- Sanne van Olphen (* 1989), niederländische Handballspielerin
- Sanne Salomonsen (* 1955), dänische Rocksängerin
- Sanne Schnapp (* 1972), deutsche Schauspielerin
- Sanne Troelsgaard Nielsen (* 1988), dänische Fußballnationalspielerin
- Sanne Verhagen (* 1992), niederländische Judoka
- Sanne Vermeer (* 1998), niederländische Judoka
- Sanne Vloet (* 1995), niederländisches Model
- Sanne Wevers (* 1991), niederländische Turnerin
- Sanne Wohlenberg (* 1968), deutsche Film- und Fernsehproduzentin